# Lung Khung
Lung Hhung es una comuna (khum) del distrito de Bar Kaev, en la provincia de Ratanak Kirí, Camboya. En marzo de 2008 tenía una población estimada de 3102 habitantes.
Se encuentra ubicada al noreste del país, a escasa distancia de los ríos Srepok y Tonlé San —ambos, afluentes izquierdos del Mekong— y de la frontera con Vietnam y Laos.